# 16 septembre dans les chemins de fer
16 août 16 octobre
Chronologies thématiques
- Croisades
- Sports
- Disney

Cette page concerne les événements qui se sont déroulés un 16 septembre dans les chemins de fer.

## Événements

### XIXesiècle
- 1871. France : ouverture de la ligne Charmes - Rambervillers.

### XXesiècle
- 1994, en Europe : début de l’enquête d’utilité publique pour la LGV Est européenne.